# Galeria GAK „Wyspa Skarbów” w Gdańsku-Sobieszewie
Galeria Gdańskiego Archipelagu Kultury „Wyspa Skarbów” w Gdańsku-Sobieszewie – galeria wystawiennicza najmłodszego oddziału Gdańskiego Archipelagu Kultury, otwartego 25 czerwca 2004 na Wyspie Sobieszewskiej. Placówka, oprócz działalności dydaktycznej, prezentuje takie dziedziny sztuk plastycznych jak malarstwo, grafika, rysunek, rzeźba, fotografia. Organizuje spotkania autorskie i wykłady. Mieści się w budynku (domu kultury) GAK „Wyspa Skarbów” przy ulicy Turystycznej 3 w Gdańsku Sobieszewie, prowadzona przez instruktora plastyki Paulinę Llera Arias (2009). W galerii swoje prace prezentowali m.in.: Krystyna Andrzejewska-Marek, Marta Branicka, Danuta Joppek, Piotr Szczepański, Marek Szczęsny, Grażyna Tomaszewska-Sobko, Eugeniusz Szczudło, Zbigniew Wąsiel.